# Domata Peko
Domata Uluaifaasau Peko Sr. (Los Angeles, 27 novembre 1984) è un ex giocatore di football americano statunitense che ha militato nel ruolo di nose tackle nella National Football League.

## Carriera

### Cincinnati Bengals
Peko fu scelto dai Cincinnati Bengals nel corso del quarto giro (123º assoluto) del Draft NFL 2006. Nella sua prima stagione disputò tutte le 16 partite, di cui una come partente, mettendo a segno 43 tackle e 2,5 sack. L'anno successivo divenne stabilmente titolare, ruolo che conservò per tutto il resto della sua permanenza ai Bengals, fino al 2016. Ebbe un primato in carriera di 67 placcaggi nel 2008 e di 5 sack nel 2015.

### Denver Broncos
L'11 marzo 2017 Peko firmò con i Denver Broncos un contratto biennale del valore di 7,50 milioni di dollari. Con essi disputò 2 stagioni giocando 30 partite, tutte come titolare, con 38 e 31 tackle rispettivamente.

### Baltimore Ravens
Il 12 novembre 2019 Peko firmò con i Baltimore Ravens. Disputò una sola stagione con la squadra, con 7 presenze, di cui 3 come titolare.

### Arizona Cardinals
Il 23 novembre 2020 Peko firmò con gli Arizona Cardinals. Con essi disputò le ultime sei gare in carriera, di cui cinque come titolare, con 16 tackle.